# 蝎虎座V365
蝎虎座V365，又名BD+47 3692，HD 209961、SAO 51645、HR 8427，是蝎虎座的一颗恒星，视星等为6.27，位于銀經96.64，銀緯-6.01，其B1900.0坐标为赤經22h 1m 55.8s，赤緯+47° -6.01′ 41″。